# Krzysztof Lis (dziennikarz)
Krzysztof Lis (ur. 1948 w Środzie Wielkopolskiej) – polski dziennikarz, pisarz i poeta.

## Życiorys
Ukończył studia pedagogiczne na UAM. Debiutował jako poeta w 1971 na antenie Polskiego Radia. Opowiadania i wiersze publikował w wydawnictwach zbiorowych:
- Lata siedemdziesiąte (Wydawnictwo Poznańskie, 1973),
- Krajobrazy (Ludowa Spółdzielnia Wydawnicza, 1975),
- Pejzaże wiejskie (Młodzieżowa Agencja Wydawnicza, 1979),
- Prosto z młodości (Wydawnictwo Poznańskie, 1980).

Zdobył następujące nagrody:
- II nagroda za cykl wierszy – Rubinowa Hortensja (1975),
- II nagroda za cykl wierszy – Zielona Waza (1975),
- I nagroda za opowiadania – II Festiwal Sztuki Współczesnej, Bydgoszcz (1978),
- I nagroda za zbiór reportaży – ogólnopolski konkurs wydawnictwa Iskry (1979).